# Cerezo Osaka
Cerezo Osaka är en fotbollsklubb i Osaka, Japan. Laget spelar för närvarande (2020) i den högsta proffsligan J1 League.  Namnet Cerezo betyder körsbärsblomma på spanska, blomman är även staden Osakas stadsblomma. Klubben bildades 1957.
Cerezo Osakas hemmaarena är Nagai Stadium, med plats för 47 000 personer. Cerezo började som företaget Yanmars fotbollslag, men genom inträdet i den japanska proffsligan J-League 1995 bytte de namn till Cerezo Osaka och blev en fristående klubb. Yanmar är dock fortfarande en stor del av klubben och pryder lagets tröja med ett märke på bröstet.
Säsongen 2005 var Cerezo Osaka nära att vinna ligan för första gången, men ett bakåtmål på övertid mot FC Tokyo i sista omgången (matchen slutade 2-2) skickade laget ner till en 5:e plats och lokalkonkurrenten Gamba Osaka vann ligan istället.
Den tidigare säsongen (2004) slutade Cerezo Osaka på en 15:e plats, vilket borde ha skickat ner laget till den lägre divisionen J2, men eftersom J1 skulle utökas till 18 lag säsongen därpå (2005) klarade sig Cerezo Osaka kvar i J1 med vinst över Albirex Niigata i sista omgången. På 16:e plats slutade Kashiwa Reysol som fick kvala mot Avispa Fukuoka för att hålla sig kvar i J1, vilket de också lyckades med.
Säsongen 2006 kämpade Cerezo länge i botten, och låg länge på nedflyttningsplats. De lyckades ta sig upp till kvalplatsen men inför sista matchen behövdes en vinst mot Kawasaki Frontale, samtidigt som laget på 17:e plats Avispa Fukuoka förlorade eller fick oavgjort, för att hålla kvar sin kvalplats. Matchen mot Kawasaki slutade med en 1-3-förlust på hemmaplan, och Fukuoka spelade 1-1 mot Ventforet Kofu. Cerezo Osaka och Avispa Fukuoka hamnade på samma poäng, men Fukuoka hade bättre målskillnad vilket ledde till att Cerezo slutade på en 17:e plats och ramlade ner till J2.

## Placering tidigare säsonger
| År   | Liga | M  | Po  | V  | O  | F  | Pl    | Notering           |
| 1995 | J1   | 52 | 78  | 25 | -  | 27 | 8/14  |                    |
| 1996 | J1   | 30 | 30  | 10 | -  | 20 | 13/16 |                    |
| 1997 | J1   | 32 | 43  | 16 | -  | 16 | 11/17 |                    |
| 1998 | J1   | 34 | 44  | 15 | -  | 19 | 9/18  |                    |
| 1999 | J1   | 30 | 53  | 19 | 0  | 11 | 6/16  |                    |
| 2000 | J1   | 30 | 48  | 17 | 0  | 13 | 5/16  |                    |
| 2001 | J1   | 30 | 23  | 8  | 2  | 20 | 16/16 | Nedflyttad till J2 |
| 2002 | J2   | 44 | 87  | 25 | 12 | 7  | 2/12  | Uppflyttad till J1 |
| 2003 | J1   | 30 | 40  | 12 | 4  | 14 | 9/16  |                    |
| 2004 | J1   | 30 | 26  | 6  | 8  | 16 | 15/16 |                    |
| 2005 | J1   | 34 | 59  | 16 | 11 | 7  | 5/18  |                    |
| 2006 | J1   | 34 | 27  | 6  | 9  | 19 | 17/18 | Nedflyttad till J2 |
| 2007 | J2   | 48 | 80  | 24 | 8  | 16 | 5/13  |                    |
| 2008 | J2   | 42 | 69  | 21 | 6  | 15 | 4/15  |                    |
| 2009 | J2   | 51 | 104 | 31 | 11 | 9  | 2/18  | Uppflyttad till J1 |
| 2010 | J1   | 34 | 61  | 17 | 10 | 7  | 3/18  |                    |
| 2011 | J1   | 34 | 43  | 11 | 10 | 13 | 12/18 |                    |
| 2012 | J1   | 34 | 42  | 11 | 9  | 14 | 14/18 |                    |
| 2013 | J1   | 34 | 59  | 16 | 11 | 7  | 4/18  |                    |
| 2014 | J1   | 34 | 31  | 7  | 10 | 17 | 17/18 | Nedflyttad till J2 |
| 2015 | J2   | 42 | 67  | 18 | 13 | 11 | 4/22  |                    |
| 2016 | J2   | 42 | 78  | 23 | 9  | 10 | 4/22  | Uppflyttad till J1 |
| 2017 | J1   | 34 | 63  | 19 | 6  | 9  | 3/22  |                    |
| 2018 | J1   | 34 | 50  | 13 | 11 | 10 | 7/22  |                    |

- M: Antal matcher spelade, Po Antal poäng, V Vunna matcher, O Oavgjorda matcher, F Förlorade matcher, Pl Placering i tabellen/antal lag

## Spelartrupp
Aktuell 23 april 2022
- Cerezo Osakas supportrar är nummer 12, den "tolfte spelaren".

| Nr | Land       | Pos | Namn                                            |
| -- | ---------- | --- | ----------------------------------------------- |
| 1  | Vietnam    | MV  | Đặng Văn Lâm                                    |
| 2  | Japan      | F   | Riku Matsuda                                    |
| 3  | Japan      | F   | Ryosuke Shindo                                  |
| 4  | Japan      | MF  | Riki Harakawa                                   |
| 5  | Japan      | MF  | Hinata Kida                                     |
| 6  | Japan      | F   | Ryosuke Yamanaka                                |
| 7  | Japan      | MF  | Satoki Uejo                                     |
| 8  | Japan      | MF  | Takashi Inui                                    |
| 9  | Australien | A   | Adam Taggart                                    |
| 10 | Japan      | MF  | Hiroshi Kiyotake                                |
| 11 | Brasilien  | A   | Bruno Mendes (on loan from Deportivo Maldonado) |
| 14 | Japan      | F   | Yusuke Maruhashi                                |
| 16 | Japan      | F   | Seiya Maikuma                                   |
| 17 | Japan      | MF  | Tokuma Suzuki                                   |
| 19 | Japan      | MF  | Hirotaka Tameda                                 |
| 20 | Japan      | A   | Mutsuki Kato                                    |
| 21 | Sydkorea   | MV  | Kim Jin-hyeon                                   |

| Nr | Land      | Pos | Namn                                     |
| -- | --------- | --- | ---------------------------------------- |
| 22 | Kroatien  | F   | Matej Jonjić                             |
| 23 | Japan     | F   | Tatsuya Yamashita                        |
| 24 | Japan     | F   | Koji Toriumi                             |
| 25 | Japan     | MF  | Hiroaki Okuno                            |
| 26 | Brasilien | A   | Jean Patric                              |
| 27 | Japan     | MF  | Haruki Arai (lån från FC Tiamo Hirakata) |
| 28 | Japan     | MF  | Kosei Okazawa                            |
| 29 | Japan     | F   | Kakeru Funaki                            |
| 31 | Japan     | MV  | Keisuke Shimizu                          |
| 33 | Japan     | F   | Ryuya Nishio                             |
| 34 | Japan     | A   | Hiroto Yamada                            |
| 38 | Japan     | MF  | Sota Kitano                              |
| 39 | Japan     | MV  | Kohei Maki                               |
| 41 | Japan     | MF  | Hikaru Nakahara                          |

## Tidigare spelare
- Shinji Kagawa
- Kunishige Kamamoto
- Yoshito Okubo
- Hiroshi Kiyotake
- Keiji Tamada
- Takashi Inui
- Akira Kaji
- George Kobayashi
- Hiroji Imamura
- Hideo Hashimoto
- Yasuhito Suzuki
- Hiroshi Soejima
- Takayoshi Yamano
- Haruhisa Hasegawa
- Kazumi Tsubota
- Akihiro Nishimura
- Katsuhiro Kusaki
- Tomoyuki Kajino
- Toshinobu Katsuya
- Takumi Horiike
- Katsuo Kanda
- Hiroshige Yanagimoto
- Kazuaki Tasaka
- Hiroshi Nanami
- Kenichi Uemura
- Nozomi Hiroyama
- Hiroaki Morishima
- Akinori Nishizawa
- Teruyuki Moniwa
- Teruaki Kurobe
- Takuya Yamada
- Ryuji Bando
- Yuzo Tashiro
- Hisato Sato
- Kazuya Yamamura
- Akihiro Ienaga
- Kunimitsu Sekiguchi
- Takahiro Ogihara
- Yoichiro Kakitani
- Hotaru Yamaguchi
- Takumi Minamino
- Shu Kurata
- Mitch Nichols
- Ivan Radeljić
- Albin Pelak
- Almir Turković
- Gilmar Rinaldi
- Fábio Simplício
- João Carlos dos Santos
- Axel Rodrigues de Arruda
- Sérgio Manoel
- Bernardo Fernandes da Silva
- Marco Antônio da Silva
- Ha Seok-Ju
- Hwang Sun-Hong
- Kim Do-Keun
- Ko Jeong-Woon
- Noh Jung-Yoon
- Yoon Jong-Hwan
- Besart Abdurahimi
- Kayne Vincent
- Jorge Dely Valdés
- Gojko Kačar
- Radivoje Manić

## Tränare
- 1994–1996  Paulo Emilio
- 1996  Hiroshi Sowa
- 1997  Levir Culpi
- 1998  Yasutaro Matsuki
- 1999  Rene Desaeyere
- 2000–2001  Hiroshi Soejima
- 2001  João Carlos
- 2001–2003  Akihiro Nishimura
- 2003  Yuji Tsukada
- 2004  Nadoveza Petar
- 2004  Fuad Muzurovic
- 2004  Albert Pobor
- 2004–2006  Shinji Kobayashi
- 2006  Yuji Tsukada
- Januari 2007–maj 2007  Satoshi Tsunami
- Maj 2007–  Levir Culpi